# Bockenheimer Landstraße 76

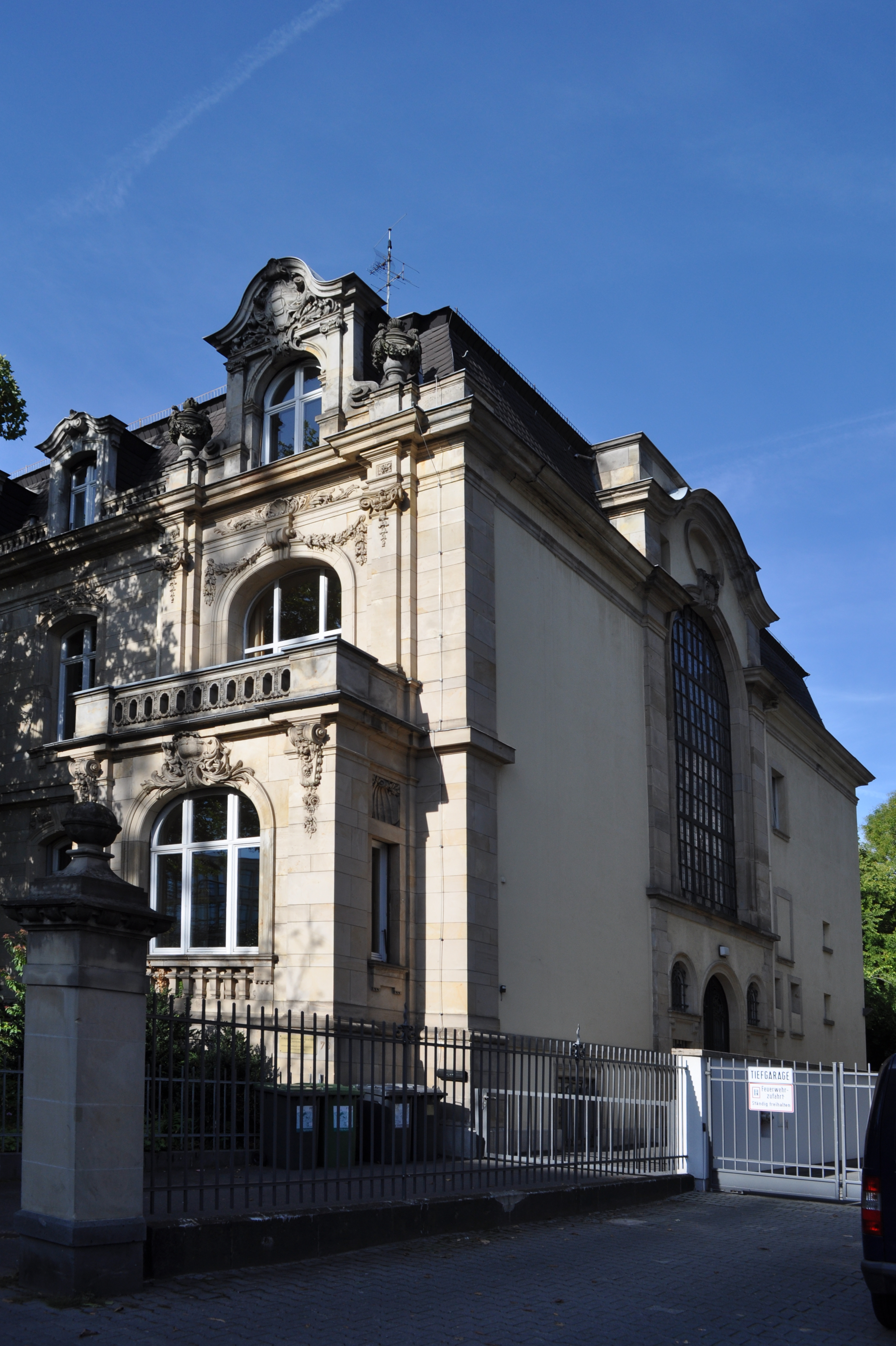
Bockenheimer Landstraße 76

Die unter Denkmalschutz stehende Villa Bockenheimer Landstraße 76 im Frankfurter Westend dient heute dem Internationalen Studienzentrum der Johann Wolfgang Goethe-Universität, Frankfurt am Main, als Sitz.
Im Laufe der zweiten Hälfte des 19. Jahrhunderts entwickelte sich die Bockenheimer Landstraße von einer ländlichen Verbindungsstraße zwischen Frankfurt und der Nachbarstadt Bockenheim zu einer lückenlos bebauten Villenlage. Eines der letzten unbebauten Grundstücke, wurde am 15. August 1896 von der Stadt Frankfurt an den jüdischen Kaufmann Sigmund Una verkauft.
Vermittelt wurde dieser Kauf des 998 m² großen Grundstücks durch den Frankfurter Architekten August Albert, der möglicherweise auch der Architekt der Villa war, die Una im Folgejahr erbauen ließ. Es entstand ein neobarockes Wohnhaus mit teilweise skulptierter Werksteinfassade und Ziergiebeln am Seitenrisalit. 
Nach dem Tod von Sigfried Una erbte dessen Witwe Rosette, geborene Mayer das Anwesen. 1926 erwarb es der Frankfurter Kaufmann Adolf Blech, der es jedoch bereits 1927 an den Frankfurter Bürgerverein weiterverkaufte. Dieser war im Rahmen der Revolution von 1848/1849 in der Freien Stadt Frankfurt gegründet worden. Seine Tradition war jedoch bedeutender als seine Finanzkraft. In Folge der Weltwirtschaftskrise verlor der Verein sein Vermögen und für das Haus wurde am 12. Mai 1933 die Zwangsversteigerung angeordnet. Diese führte jedoch aus Sicht der betreibenden Bank zu keinem befriedigenden Erlös. So wurde die Frankfurter Sparkasse von 1822 im Jahr 1936 selbst Eigentümer.
1939 erwarb die Stadt Frankfurt das Gebäude und verkaufte einen Teil 1942 an den Frankfurter Industriellen Theodor van Kaich weiter. Nach dem Zweiten Weltkrieg wurde es zunächst weiter für Wohnzwecke benutzt.
Am 7. Mai 1962 erwarb das Land Hessen die Villa, um darin das neu gegründete Studienkolleg für ausländische Studienbewerber unterzubringen.